# Arno Münster (Politiker)

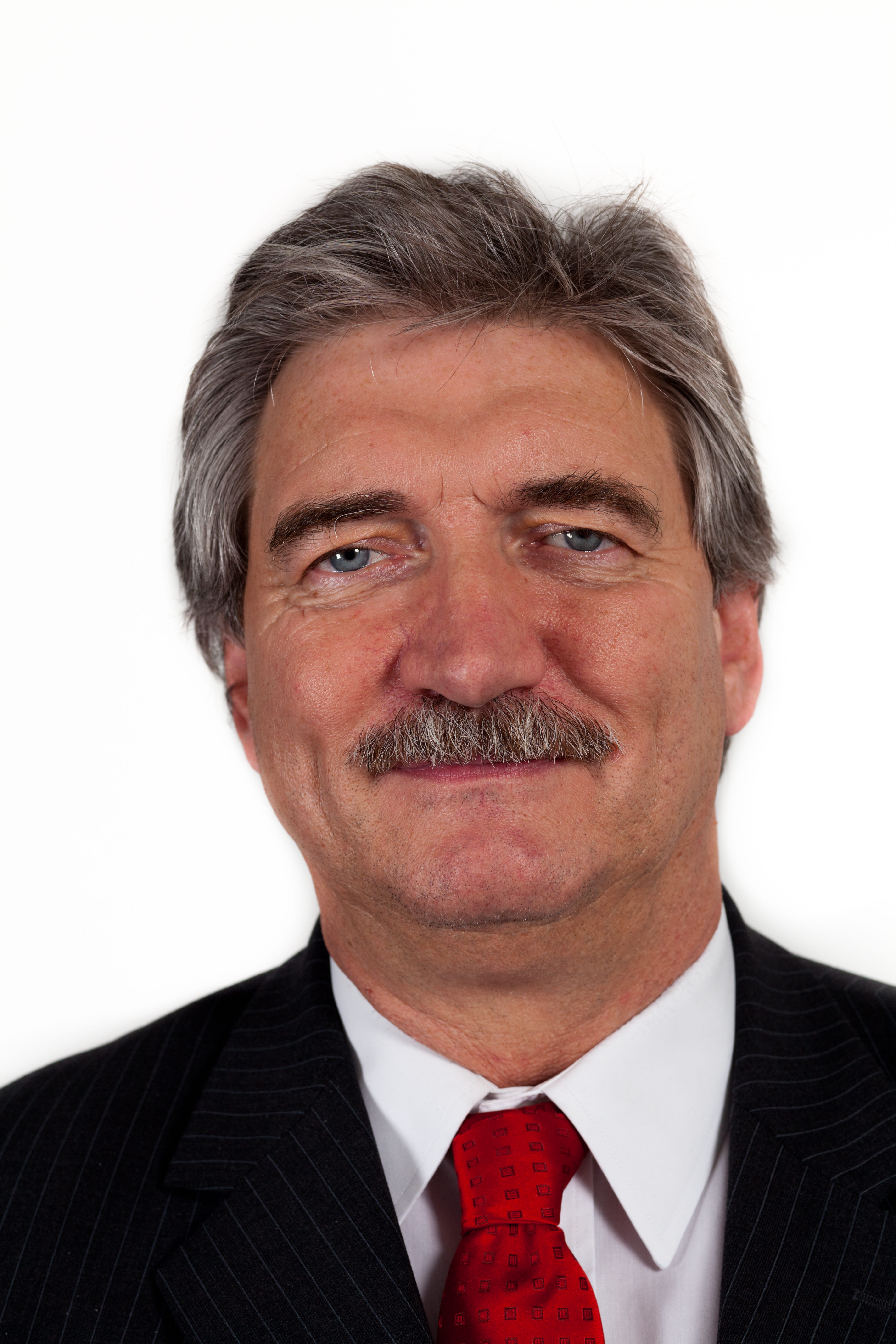
Arno Münster im Juni 2011

Arno Münster (* 25. Oktober 1956 in Hamburg) ist ein deutscher Politiker der SPD und war von 2008 bis 2020 Mitglied der Hamburgischen Bürgerschaft.

## Leben und Beruf
Arno Münster absolvierte zwischen 1962 und 1971 die Volksschule Bleickenallee in Hamburg-Ottensen. Ab 1976 war er als Hafenarbeiter bei der Hamburger Hafen und Logistik (HHLA) tätig und ab 1990 als Lademeister auf dem Containerterminal Burchardkai. Seit 1999 ist er als Technischer Angestellter bei der HHLA angestellt. Ab 2004 übernahm er dort die Leitung der Stabsabteilung Arbeitsschutzmanagement.
Arno Münster war bereits vor seiner Tätigkeit bei der HHLA Gewerkschaftsmitglied. Er trat 1972 in die Gewerkschaft IG Bau-Steine-Erden ein und trat später in die ÖTV über (heute ver.di). Von 1994 bis 1999 war er freigestelltes Betriebsratsmitglied und von 2006 bis 2014 war er Vorsitzender des Betriebsrates der HHLA.
Arno Münster ist verheiratet und hat ein Kind.

## Politik
1981 trat Arno Münster in die SPD ein und war vor seiner Wahl in die Bürgerschaft seit 1990 Mitglied der Bezirksversammlung Hamburg-Altona. Seit 2004 übernahm er dort den Vorsitz im Bauausschuss. Zudem war er neben dem Hauptausschuss Mitglied in den Ausschüssen für Planung, Sanierung (Altona und Ottensen) und Verkehr sowie im Ausschuss für Bezirksverwaltungsreform.
Im Februar 2008 konnte er bei der Bürgerschaftswahl über die Landesliste der SPD als Abgeordneter in die Hamburgische Bürgerschaft einziehen. 2011 und 2015 wurde Münster im Wahlkreis 3 direkt in die Bürgerschaft gewählt. Er ist Mitglied im Ausschuss zur parlamentarischen Kontrolle des Senats auf dem Gebiet des Verfassungsschutzes, in der Kommission zur Durchführung des Gesetzes zur Beschränkung des Brief-, Post- und Fernmeldegeheimnisses, im Kontrollgremium Wohnraumüberwachung, im Eingabenausschuss sowie im Ausschuss für Wirtschaft, Innovation und Medien. Arno Münster war ab 2011 als innenpolitischer Sprecher der SPD-Fraktion tätig. Zu den Aufgabengebieten gehörten die Bereiche Polizei, Feuerwehr, Rettungsdienste, Verfassungsschutz und Hochwasserschutz. Mitte September 2017 legte Münster dieses Amt wegen innerparteilicher Unstimmigkeiten nieder. Im Sonderausschuss zum G20-Gipfel wird er jedoch weiterhin als einfaches Mitglied mitarbeiten. Der 2020 gewählten Bürgerschaft gehört er nicht mehr an.
Seine politische Heimat hat Arno Münster seit über 25 Jahren bei der SPD Altona-Altstadt.